# Brasles
Brasles est une commune française située dans le département de l'Aisne en région Hauts-de-France.

## Géographie

### Hydrographie
La commune est située dans le bassin Seine-Normandie. Elle est drainée par la Marne, le ru de divers brasles, le ruisseau de Chierry, le fossé 01 de Courcenon, le fossé 01 du Bois de Gland et Ravin des Vaches,,.
La Marne  prend sa source sur le plateau de Langres, dans la commune de Saints-Geosmes (Haute-Marne) et se jette dans la Seine entre Charenton-le-Pont et Alfortville (Val-de-Marne) dans le quartier de Conflans-l'Archevêque. Les caractéristiques hydrologiques de la Marne sont données par la station hydrologique située sur la commune de Château-Thierry. Le débit moyen mensuel est de 223 m3/s. Le débit moyen journalier maximum est de 478 m3/s, atteint lors de la crue du 1er février 2018. Le débit instantané maximal est quant à lui de 484 m3/s, atteint le même jour.

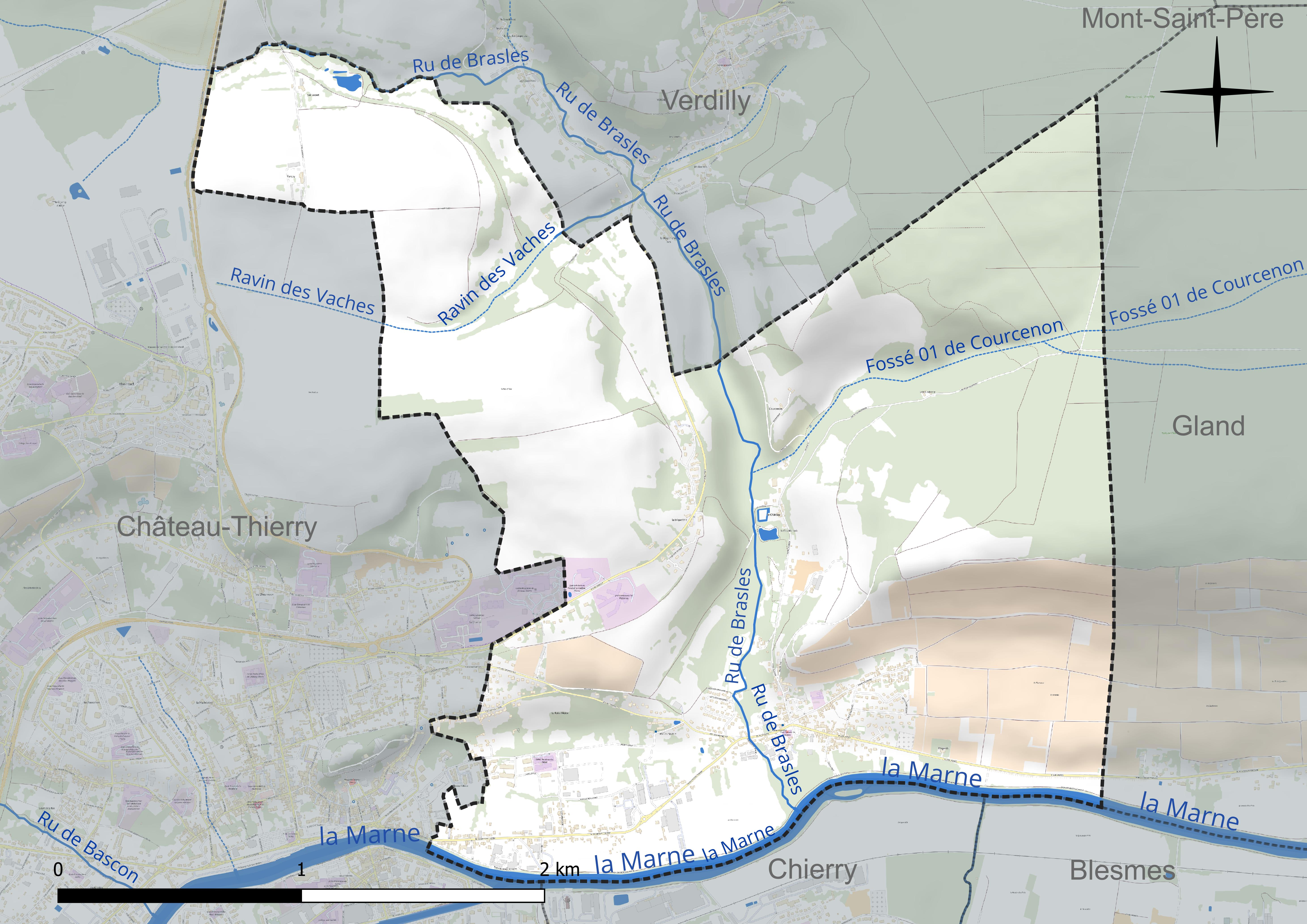
Réseau hydrographique de Brasles.

### Climat
Pour des articles plus généraux, voir Climat des Hauts-de-France et Climat de l'Aisne.
En 2010, le climat de la commune est de type climat océanique dégradé des plaines du Centre et du Nord, selon une étude du CNRS s'appuyant sur une série de données couvrant la période 1971-2000. En 2020, Météo-France publie une typologie des climats de la France métropolitaine dans laquelle la commune est exposée à un climat océanique altéré et est dans la région climatique Nord-est du bassin Parisien, caractérisée par un ensoleillement médiocre, une pluviométrie moyenne régulièrement répartie au cours de l'année et un hiver froid (3 °C).
Pour la période 1971-2000, la température annuelle moyenne est de 10,3 °C, avec  une amplitude thermique annuelle de 15 °C. Le cumul annuel moyen de précipitations est de 729 mm, avec 12,1 jours de précipitations en janvier et 8,4 jours en juillet. Pour la période 1991-2020 la température moyenne annuelle observée sur la station météorologique la plus proche, située sur la commune de Blesmes à 2 km à vol d'oiseau, est de 10,6 °C et le cumul annuel moyen de précipitations est de 713,0 mm,. Pour l'avenir, les paramètres climatiques de la commune estimés pour 2050 selon différents scénarios d'émission de gaz à effet de serre sont consultables sur un site dédié publié par Météo-France en novembre 2022.

## Urbanisme

### Typologie
Au 1er janvier 2024, Brasles est catégorisée ceinture urbaine, selon la nouvelle grille communale de densité à 7 niveaux définie par l'Insee en 2022.
Elle appartient à l'unité urbaine de Château-Thierry, une agglomération intra-départementale dont elle est une commune de la banlieue,. Par ailleurs la commune fait partie de l'aire d'attraction de Château-Thierry, dont elle est une commune de la couronne,. Cette aire, qui regroupe 52 communes, est catégorisée dans les aires de moins de 50 000 habitants,.

### Occupation des sols
L'occupation des sols de la commune, telle qu'elle ressort de la base de données européenne d'occupation biophysique des sols Corine Land Cover (CLC), est marquée par l'importance des territoires agricoles (55,7 % en 2018), en diminution par rapport à 1990 (61 %). La répartition détaillée en 2018 est la suivante : 
terres arables (30,1 %), forêts (22,3 %), zones urbanisées (14 %), cultures permanentes (12,7 %), prairies (12,6 %), espaces verts artificialisés, non agricoles (5,8 %), milieux à végétation arbustive et/ou herbacée (2,2 %), zones agricoles hétérogènes (0,3 %).
L'évolution de l'occupation des sols de la commune et de ses infrastructures peut être observée sur les différentes représentations cartographiques du territoire : la carte de Cassini (XVIIIe siècle), la carte d'état-major (1820-1866) et les cartes ou photos aériennes de l'IGN pour la période actuelle (1950 à aujourd'hui).

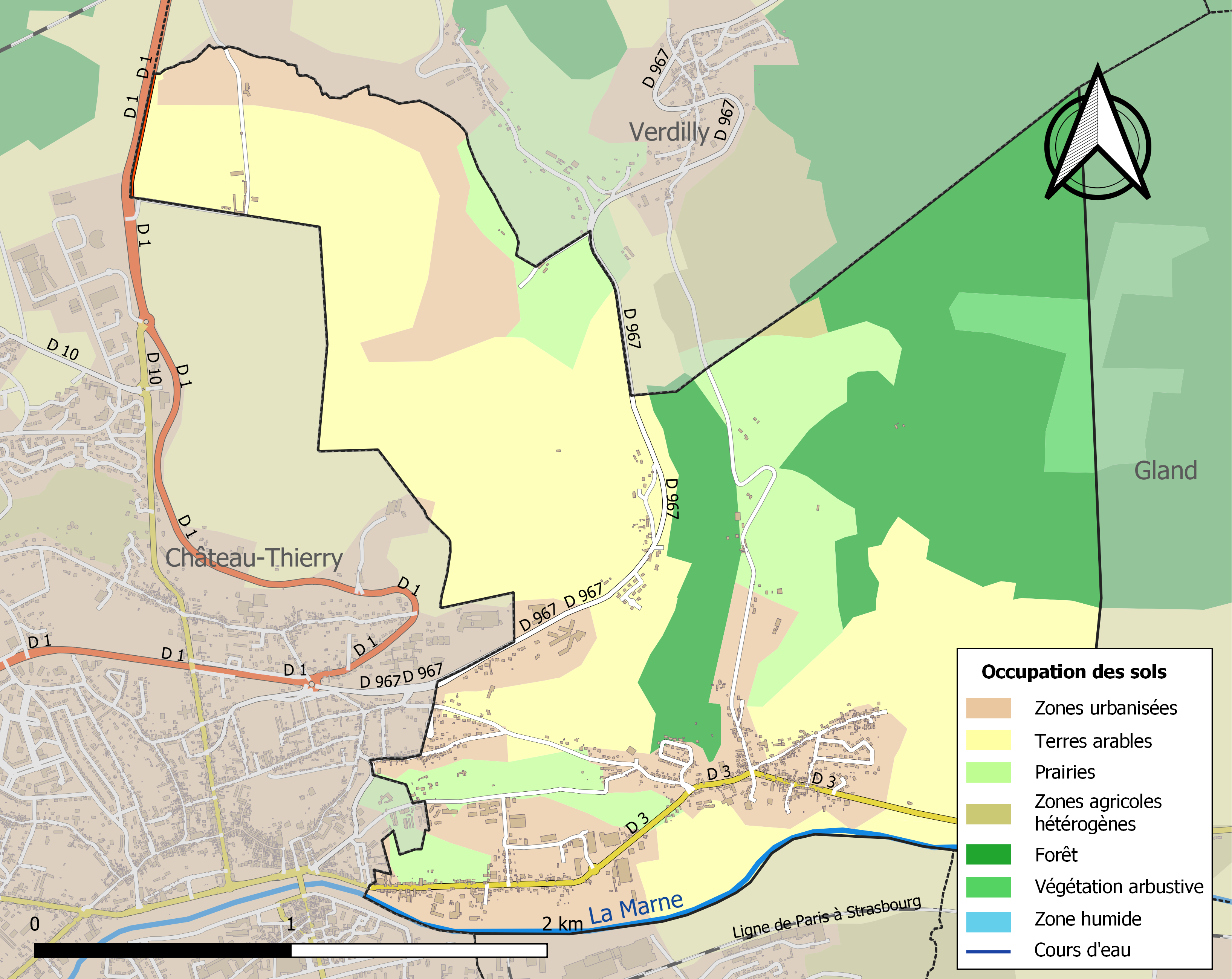
Carte des infrastructures et de l'occupation des sols de la commune en 2018 (CLC).

## Toponymie
Le nom de la localité est attesté sous les formes Berella (1188) ; Berale (1267) ; Beralle-lez-Chastiau-Thierry (1355) ; Beralle (1483) ; Beralles (1549) ; Berelle (1573) ; Bralles (1709) ; Berasles (1710).

## Histoire
Brasles est un village de l'ancienne Brie champenoise établi à 2 kilomètres à l'est de Château-Thierry. Il dépendait autrefois de l'intendance de Soissons, des bailliage et élection de Château-Thierry. La paroisse, dont l'église était dédiée à saint Quentin, faisait partie du diocèse de Soissons.
À l'entrée du Bois de Barbillon, près du ru de Brasles, dans une clairière, à une distance d'environ 1 800 mètres du centre de la commune de Brasles, existait une maison qui portait le nom de « Maladrerie ». C'était autrefois un hôpital recevant des personnes atteintes de « ladrerie ». De cet hôpital, il ne resta qu'une masure. Cette masure a été ensuite aménagée en maison d'habitation du garde-chasse du Bois de Barbillon. Ce lieu figure sur la carte imprimée de Cassini. La consistance de l'immeuble laisse supposer qu'il a été utilisé comme hôpital. En effet, si la façade semble récente, les pièces en arrière, au nombre de huit, ont des murs beaucoup plus anciens et très épais. Les dimensions de ces pièces sont identiques, et chacune est pourvue d'une cheminée. À environ 600 mètres au nord, au lieu-dit « Courcenon », il a été découvert, au XIXe siècle, de nombreuses sépultures anciennes que la rumeur publique attribue à la Maladrerie. Entre 1695 et 1698, le roi Louis XIV ordonna le rattachement d'une vingtaine de maladreries aux alentours à l'Hôtel-Dieu de Château-Thierry, dont celle de Brasles.
Grande Guerre 1914-1918 : entre les mois de mai et juin 1918, l'armée allemande lançait une vaste offensive sur la Marne, ce fut la « seconde bataille de la Marne ». Toute la région fut dévastée, Château-Thierry sera pilonnée par l'artillerie puis dévastée par les combats de rues. Brasles et tous les villages environnants seront transformés en champ de ruines. Ce ne sera qu'au petit matin du 18 juillet 1918, que les forces françaises et américaines lanceront une contre-offensive, programmant ainsi l'échec allemand.

## Politique et administration

### Découpage territorial
La commune de Brasles est membre de la communauté d'agglomération de la Région de Château-Thierry, un établissement public de coopération intercommunale (EPCI) à fiscalité propre créé le 1er janvier 2017 dont le siège est à Étampes-sur-Marne. Ce dernier est par ailleurs membre d'autres groupements intercommunaux.
Sur le plan administratif, elle est rattachée à l'arrondissement de Château-Thierry, au département de l'Aisne et à la région Hauts-de-France. Sur le plan électoral, elle dépend du  canton de Château-Thierry pour l'élection des conseillers départementaux, depuis le redécoupage cantonal de 2014 entré en vigueur en 2015, et de la cinquième circonscription de l'Aisne  pour les élections législatives, depuis le dernier découpage électoral de 2010.

### Administration municipale
| Période                                  | Période                       | Identité         | Étiquette | Qualité                                                                                       |
| ---------------------------------------- | ----------------------------- | ---------------- | --------- | --------------------------------------------------------------------------------------------- |
| avant 1875                               | après 1876                    | Maillefert       |           |                                                                                               |
| Les données manquantes sont à compléter. |                               |                  |           |                                                                                               |
| mars 1983                                | mars 2008                     | Jacques Krabal   | PRG       |                                                                                               |
| mars 2008                                | mai 2020                      | Michèle Fuselier | PS        | Conseillère générale puis départementale depuis juillet 2012 Réélue pour le mandat 2014-2020, |
| mai 2020                                 | En cours (au 11 juillet 2020) | Julie Contoz     |           |                                                                                               |

## Démographie
L'évolution du nombre d'habitants est connue à travers les recensements de la population effectués dans la commune depuis 1793. Pour les communes de moins de 10 000 habitants, une enquête de recensement portant sur toute la population est réalisée tous les cinq ans, les populations de référence des années intermédiaires étant quant à elles estimées par interpolation ou extrapolation. Pour la commune, le premier recensement exhaustif entrant dans le cadre du nouveau dispositif a été réalisé en 2007.

En 2022, la commune comptait 1 711 habitants, en évolution de +15,3 % par rapport à 2016 (Aisne : −1,97 %, France hors Mayotte : +2,11 %).
| 1793 | 1800 | 1806 | 1821 | 1831 | 1836 | 1841 | 1846 | 1851 |
| ---- | ---- | ---- | ---- | ---- | ---- | ---- | ---- | ---- |
| 434  | 524  | 601  | 577  | 609  | 588  | 607  | 591  | 600  |

| 1856 | 1861 | 1866 | 1872 | 1876 | 1881 | 1886 | 1891 | 1896 |
| ---- | ---- | ---- | ---- | ---- | ---- | ---- | ---- | ---- |
| 571  | 611  | 591  | 565  | 576  | 600  | 633  | 588  | 565  |

| 1901 | 1906 | 1911 | 1921 | 1926 | 1931 | 1936 | 1946 | 1954 |
| ---- | ---- | ---- | ---- | ---- | ---- | ---- | ---- | ---- |
| 586  | 571  | 705  | 647  | 837  | 851  | 840  | 847  | 842  |

| 1962 | 1968  | 1975  | 1982  | 1990  | 1999  | 2006  | 2007  | 2012  |
| ---- | ----- | ----- | ----- | ----- | ----- | ----- | ----- | ----- |
| 914  | 1 031 | 1 005 | 1 208 | 1 206 | 1 236 | 1 260 | 1 264 | 1 392 |

| 2017  | 2022  | - | - | - | - | - | - | - |
| ----- | ----- | - | - | - | - | - | - | - |
| 1 529 | 1 711 | - | - | - | - | - | - | - |

## Culture locale et patrimoine

### Lieux et monuments
- Église Saint-Quentin de Brasles.

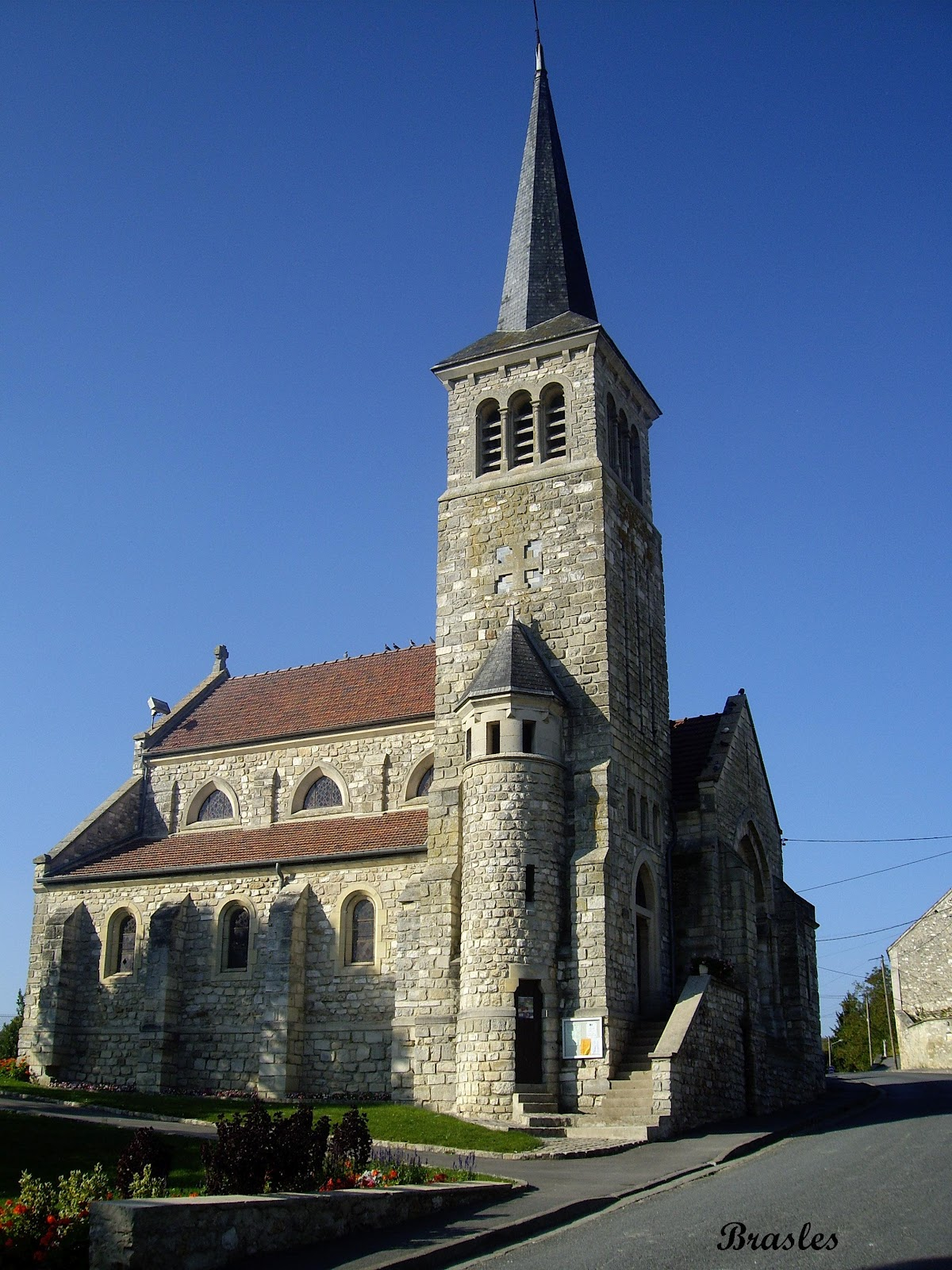
Eglise Saint-Quentin de Brasles (02).

- L'ancienne Abbaye de Val-Secret qui était située dans un petit vallon désert, à 3 kilomètres NE vers l'extrémité du territoire de Brasles, en direction de Soissons, à proximité de l'ancienne voie romaine, devenue route départementale. Il ne reste plus aujourd'hui de trace de ce monastère.

### Personnalités liées à la commune
- Louis Jean-Baptiste Leseur (1774-1828), général des armées de la République et de l'Empire, est décédé dans la commune.

## Pour approfondir